# جمهورية كابيندا

علم كَبِندة

 جمهورية كَبِندة  هو الاسم الذي اعتمدته الحكومة الانفصالية غير المعترف بها حاليا في مقاطعة كَبِندة، الواقعة في أنغولا.

## الجغرافيا
تبلغ مساحة كَبِندة 7.283 كيلومتر مربع كما قدر عدد سكانها في عام 2006 ب(264,584) نسمة، ويحدها المحيط الأطلسي غرباً، وجمهورية الكونغو إلى شمالاً، وجمهورية الكونغو الديمقراطية شرقاً وجنوباً. يفصل حوض نهر الكونغو كَبِندة عن أنغولا.

## الخلفية التاريخية
تتمسك كَبِندة بمطالبها بالسيادة على الذات باعتبارها كانت تحت الحماية البرتغالية، حيث عرفت باسم الكونغو البرتغالية
في مايو 1963، أعلنت منظمة الوحدة الأفريقية العضو رقم 39 رغم وقوعها تحت الاستعمار. في 1 أغسطس 1975، أعلنت جبهة تحرير جيب كَبِندة استقلال كَبِندة غير أن هذا الاستقلال لم يحظ باعتراف البرتغال أو غيرها من الدول.
دخلت قوات الحركة الشعبية لتحرير أنغولا كَبِندة في 11 نوفمبر 1975 وضمتها إلى أنغولا، مستندة في ذلك على اتفاقية ألفور، والتي منحت البرتغال عبرها أنغولا استقلالها عن البرتغال، نصت على أن «كَبِندة هي جزء من أنغولا». ولكن الكابينديين لا يعتبرون الاتفاق شرعيا لأنه لم يوقعه ممثلون عن كَبِندة، ولا من قبل جبهة تحرير جيب كابندا.

## وصلات خارجية
- Cabinda, Angola's Forgotten War نسخة محفوظة 27 مارس 2009 على موقع واي باك مشين.
- Angola-Cabinda; Armed Conflicts Report
- Human Rights Watch - Angola: Stop Military Abuses in Cabinda